# Kendima albiornata
Kendima albiornata is een hooiwagen uit de familie Cranaidae.